# 緣邀知音
《緣邀知音》是由黎明執導及落場演出的一部音樂電影，於2006年11月舉行慈善上映會。女主角為人氣女歌手衛蘭。

## 電影資料
有份參與《緣邀知音》演出的演員包括黎明、衛蘭、衛詩、杜汶澤、王歌慧及應昌佑等人。
這部較為獨特的音樂電影，是香港影圈非常少見的片種。據報《緣邀知音》的拍攝過程耗資超過1000萬港元，拍攝期間，導演黎明親自帶同A Music旗下的所有歌手及演員親身飛抵美國拍攝，務求令影片效果更加出色。
自導自演的黎明更出動一架價值超過500萬港元的勞斯萊斯豪華房車拍攝，又重金請來著名設計師Andy Deniel為演員精心設計造型，其中以衛蘭的Lolita造型最為突出，影片尚未上映，其造型已紛紛出現於各大報章雜誌。
有消息指此片於美國拍攝其間曾於上不少問題，幸得當地政府大力協助及支持，才得以完成，使這部音樂電影能如期拍畢。
《緣邀知音》已於2006年11月18日在太古城UA戲院舉行為公益金籌款的慈善首映，並於同年12月15日推出珍藏版DVD。

## 故事簡介
擁有完美聲線的薄餅店店員Janice（衛蘭飾）與孖生妹妹Jill（衛詩飾）外貌相似，但性格卻一天一地。
神秘年輕少女Emily（王歌慧飾）受命於Chapman（杜汶澤飾）吩咐，要設法尋找Janice。Emily遂找來古怪神探Leon（黎明飾）及其助手Charles（應昌佑飾）幫忙，希望儘快找到Janice。豈料二人卻誤把Jill當為Janice，連番誤打誤撞的誤會引發出一連串奇怪離奇經歷。

## 外部連結
- 開眼電影網上《緣邀知音》的資料（繁體中文）
- 香港影庫上《緣邀知音》的資料（繁體中文）
- 豆瓣电影上《緣邀知音》的資料 （简体中文）
- 时光网上《緣邀知音》的資料（简体中文）
- 互联网电影数据库（IMDb）上《緣邀知音》的资料（英文）